# KAA Gent in het seizoen 2020/21
Dit artikel beschrijft de prestaties van de Belgische voetbalclub KAA Gent in het seizoen 2020-2021.

## Spelerskern
| Nr.           | Naam                   | Nationaliteit                                    | Geboortedatum | Competitie | Competitie | Beker | Beker | Andere | Andere | Europees | Europees | Totaal | Totaal | Bij de club sinds | Vorige club           | Positie      |
| Nr.           | Naam                   | Nationaliteit                                    | Geboortedatum | W          |            | W     |       | W      |        | W        |          | W      |        | Bij de club sinds | Vorige club           | Positie      |
| ------------- | ---------------------- | ------------------------------------------------ | ------------- | ---------- | ---------- | ----- | ----- | ------ | ------ | -------- | -------- | ------ | ------ | ----------------- | --------------------- | ------------ |
| Keepers       |                        |                                                  |               |            |            |       |       |        |        |          |          |        |        |                   |                       |              |
| 1             | Sinan Bolat            | Vlag van België · Vlag van Turkije               | 03-09-1988    | 8          | 0          | 0     | 0     | 0      | 0      | 2        | 0        | 10     | 0      | 2020              | Royal Antwerp FC      | DM           |
| 1             | Thomas Kaminski(1)     | Vlag van België                                  | 23-10-1992    | 1          | 0          | 0     | 0     | 0      | 0      | 0        | 0        | 1      | 0      | 2019              | KV Kortrijk           | DM           |
| 26            | Colin Coosemans        | Vlag van België                                  | 03-08-1992    | 0          | 0          | 0     | 0     | 0      | 0      | 1        | 0        | 1      | 0      | 2018              | KV Mechelen           | DM           |
| 33            | Davy Roef              | Vlag van België                                  | 06-02-1994    | 6          | 0          | 0     | 0     | 0      | 0      | 5        | 0        | 11     | 0      | 2020              | RSC Anderlecht        | DM           |
| Verdedigers   |                        |                                                  |               |            |            |       |       |        |        |          |          |        |        |                   |                       |              |
| 5             | Michael Ngadeu-Ngadjui | Vlag van Kameroen                                | 23-11-1990    | 10         | 0          | 0     | 0     | 0      | 0      | 6        | 0        | 16     | 0      | 2019              | Slavia Praag          | CV           |
| 14            | Alessio Castro-Montes  | Vlag van België                                  | 17-05-1997    | 12         | 1          | 0     | 0     | 0      | 0      | 8        | 0        | 20     | 1      | 2019              | KAS Eupen             | RB           |
| 15            | Milad Mohammadi        | Vlag van Iran                                    | 29-09-1993    | 11         | 0          | 0     | 0     | 0      | 0      | 5        | 0        | 16     | 0      | 2019              | Achmat Grozny         | LB, RB       |
| 17            | Jordan Botaka          | Vlag van Nederland                               | 24-06-1993    | 8          | 0          | 0     | 0     | 0      | 0      | 6        | 0        | 14     | 0      | 2020              | STVV                  | RB, RM       |
| 21            | Andreas Hanche-Olsen   | Vlag van Noorwegen                               | 17-01-1997    | 6          | 1          | 0     | 0     | 0      | 0      | 5        | 0        | 11     | 1      | 2020              | Stabæk Fotball        | CV           |
| 25            | Núrio Fortuna          | Vlag van Angola                                  | 24-03-1995    | 7          | 0          | 0     | 0     | 0      | 0      | 7        | 0        | 14     | 0      | 2020              | Sporting Charleroi    | LB           |
| 28            | Ibrahima Cissé         | Vlag van Frankrijk                               | 15-02-2001    | 0          | 0          | 0     | 0     | 0      | 0      | 0        | 0        | 0      | 0      | 2019              | LB Châteauroux        | CV           |
| 31            | Bruno Godeau           | Vlag van België                                  | 10-05-1992    | 3          | 0          | 0     | 0     | 0      | 0      | 0        | 0        | 3      | 0      | 2020              | Royal Excel Moeskroen | CV           |
| 32            | Ihor Plastoen          | Vlag van Oekraïne                                | 20-08-1990    | 8          | 2          | 0     | 0     | 0      | 0      | 3        | 0        | 11     | 2      | 2018              | PFK Ludogorets        | CV           |
| 36            | Dino Arslanagić        | Vlag van België · Vlag van Bosnië en Herzegovina | 24-04-1993    | 4          | 0          | 0     | 0     | 0      | 0      | 2        | 0        | 6      | 0      | 2020              | Royal Antwerp FC      | CV           |
| Middenvelders |                        |                                                  |               |            |            |       |       |        |        |          |          |        |        |                   |                       |              |
| 6             | Elisha Owusu           | Vlag van Frankrijk                               | 07-11-1997    | 11         | 0          | 0     | 0     | 0      | 0      | 6        | 0        | 17     | 0      | 2019              | Olympique Lyon        | CVM          |
| 8             | Vadis Odjidja-Ofoe     | Vlag van België                                  | 21-02-1989    | 9          | 0          | 0     | 0     | 0      | 0      | 5        | 1        | 14     | 1      | 2018              | Olympiakos Piraeus    | CM           |
| 9             | Roman Bezoes           | Vlag van Oekraïne                                | 26-09-1990    | 11         | 0          | 0     | 0     | 0      | 0      | 5        | 0        | 16     | 0      | 2019              | STVV                  | CAM          |
| 10            | Giorgi Tsjakvetadze    | Vlag van Georgië                                 | 29-08-1999    | 3          | 0          | 0     | 0     | 0      | 0      | 1        | 0        | 4      | 0      | 2017              | Dinamo Tbilisi        | CAM, LM      |
| 12            | Alexandre De Bruyn     | Vlag van België                                  | 04-06-1994    | 0          | 0          | 0     | 0     | 0      | 0      | 0        | 0        | 0      | 0      | 2020              | STVV                  | CAM          |
| 19            | Brecht Dejaegere(1)    | Vlag van België                                  | 29-05-1991    | 1          | 0          | 0     | 0     | 0      | 0      | 0        | 0        | 1      | 0      | 2013              | KV Kortrijk           | CAM          |
| 19            | Matisse Samoise        | Vlag van België                                  | 21-11-2001    | 3          | 1          | 0     | 0     | 0      | 0      | 1        | 0        | 4      | 1      | 2020              | Eigen jeugd           | CAM          |
| 22            | Sulayman Marreh        | Vlag van Gambia                                  | 15-01-1996    | 4          | 0          | 0     | 0     | 0      | 0      | 3        | 0        | 7      | 0      | 2020              | KAS Eupen             | CVM          |
| 24            | Sven Kums              | Vlag van België                                  | 26-02-1988    | 13         | 1          | 0     | 0     | 0      | 0      | 6        | 0        | 19     | 1      | 2019              | RSC Anderlecht        | CM, CVM, CAM |
| 27            | Mathéo Parmentier      | Vlag van België                                  | 31-10-2002    | 1          | 0          | 0     | 0     | 0      | 0      | 0        | 0        | 1      | 0      | 2020              | Sporting Lokeren      | CVM          |
| 28            | Wouter George          | Vlag van België                                  | 03-03-2002    | 0          | 0          | 0     | 0     | 0      | 0      | 1        | 0        | 1      | 0      | 2020              | Eigen jeugd           | CM           |
| 30            | Niklas Dorsch          | Vlag van Duitsland                               | 15-01-1998    | 13         | 3          | 0     | 0     | 0      | 0      | 7        | 1        | 20     | 4      | 2020              | FC Heidenheim         | CVM, CM      |
| Aanvallers    |                        |                                                  |               |            |            |       |       |        |        |          |          |        |        |                   |                       |              |
| 7             | Roman Jaremtsjoek      | Vlag van Oekraïne                                | 27-11-1995    | 11         | 7          | 0     | 0     | 0      | 0      | 6        | 2        | 17     | 9      | 2017              | Dynamo Kiev           | SP           |
| 11            | Anderson Niangbo       | Vlag van Ivoorkust                               | 06-10-1999    | 11         | 1          | 0     | 0     | 0      | 0      | 5        | 0        | 16     | 1      | 2020              | Red Bull Salzburg     | SP, RV, LV   |
| 18            | Dylan Mbayo            | Vlag van België                                  | 11-10-2001    | 4          | 0          | 0     | 0     | 0      | 0      | 0        | 0        | 4      | 0      | 2019              | KSC Lokeren           | LV           |
| 20            | Osman Bukari           | Vlag van Ghana                                   | 13-12-1998    | 10         | 2          | 0     | 0     | 0      | 0      | 6        | 0        | 16     | 2      | 2020              | AS Trenčín            | RV, RM       |
| 29            | Laurent Depoitre       | Vlag van België                                  | 07-12-1988    | 10         | 2          | 0     | 0     | 0      | 0      | 4        | 0        | 14     | 2      | 2019              | Huddersfield Town     | SP           |
| 34            | Tim Kleindienst        | Vlag van Duitsland                               | 31-08-1995    | 9          | 1          | 0     | 0     | 0      | 0      | 7        | 2        | 16     | 3      | 2020              | SC Freiburg           | SP           |

(1): verliet de club tijdens de zomertransferperiode (zie verder) maar speelde er in het begin van het seizoen nog één wedstrijd

(2): enkel eerste seizoenshelft bij KAA Gent; zie wintertransfers uitgaand

## Technische staf
| Functie           | Naam                    | Nationaliteit |
| ----------------- | ----------------------- | ------------- |
| Hoofdtrainer      | Hein Vanhaezebrouck     | België        |
| Assistent-trainer | Peter Balette           | België        |
| Assistent-trainer | Thomas Matton           | België        |
| Keepertrainer     | Francky Vandendriessche | België        |
| Conditietrainer   | Gino Caen               | België        |
| Video-Analist     | Gertjan De Mets         | België        |

## Transfers

### Inkomend
| Naam                 | Land                                             | Positie | Van                | Type          |       |
| Zomer                | Zomer                                            | Zomer   | Zomer              | Zomer         | Zomer |
| -------------------- | ------------------------------------------------ | ------- | ------------------ | ------------- | ----- |
| Jordan Botaka        | Vlag van Nederland                               | V       | STVV               | Aankoop       |       |
| Osman Bukari         | Vlag van Ghana                                   | A       | AS Trenčín         | Aankoop       |       |
| Alexandre De Bruyn   | Vlag van België                                  | M       | STVV               | Aankoop       |       |
| Niklas Dorsch        | Vlag van Duitsland                               | M       | FC Heidenheim      | Aankoop       |       |
| Núrio Fortuna        | Vlag van Angola                                  | V       | Sporting Charleroi | Aankoop       |       |
| Andreas Hanche-Olsen | Vlag van Noorwegen                               | V       | Stabæk Fotball     | Aankoop       |       |
| Tim Kleindienst      | Vlag van Duitsland                               | A       | FC Heidenheim      | Aankoop       |       |
| Sven Kums            | Vlag van België                                  | M       | RSC Anderlecht     | Aankoop       |       |
| Dino Arslanagić      | Vlag van België · Vlag van Bosnië en Herzegovina | V       | Royal Antwerp FC   | Transfervrij  |       |
| Sinan Bolat          | Vlag van België · Vlag van Turkije               | DM      | Royal Antwerp FC   | Transfervrij  |       |
| Mathéo Parmentier    | Vlag van België                                  | M       | Sporting Lokeren   | Transfervrij  |       |
| Davy Roef            | Vlag van België                                  | DM      | RSC Anderlecht     | Transfervrij  |       |
| Giorgi Beridze       | Vlag van Georgië                                 | M       | KSC Lokeren        | Einde verhuur |       |
| Ahmed Mostafa        | Vlag van Egypte                                  | M       | Al-Adalah FC       | Einde verhuur |       |
| Eric Smith           | Vlag van Zweden                                  | M       | IFK Norrköping     | Einde verhuur |       |
| Mamadou Sylla Diallo | Vlag van Senegal                                 | A       | FK Orenburg        | Einde verhuur |       |
| Jan Van den Bergh    | Vlag van België                                  | V       | OH Leuven          | Einde verhuur |       |

### Uitgaand
| Naam                 | Land                             | Positie | Naar                 | Type               |       |
| Zomer                | Zomer                            | Zomer   | Zomer                | Zomer              | Zomer |
| -------------------- | -------------------------------- | ------- | -------------------- | ------------------ | ----- |
| Jonathan David       | Vlag van Canada                  | A       | Lille OSC            | Verkoop            |       |
| Thomas Kaminski      | Vlag van België                  | DM      | Blackburn Rovers FC  | Verkoop            |       |
| Giorgi Beridze       | Vlag van Georgië                 | M       | Újpest FC            | Transfervrij       |       |
| Lior Inbrum          | Vlag van Israël                  | A       | Maccabi Petach Tikwa | Transfervrij       |       |
| Mikael Lustig        | Vlag van Zweden                  | V       | AIK Fotboll          | Transfervrij       |       |
| Deiver Machado       | Vlag van Colombia                | V       | Toulouse FC          | Transfervrij       |       |
| Mamadou Sylla Diallo | Vlag van Senegal                 | A       | Girona FC            | Transfervrij       |       |
| Brecht Dejaegere     | Vlag van België                  | M       | Toulouse FC          | Verhuur            |       |
| Giorgi Kvilitaia     | Vlag van Georgië                 | A       | Anorthosis Famagusta | Verhuur            |       |
| Philip Azango        | Vlag van Nigeria                 | A       | AS Trenčín           |                    |       |
| Jari De Busser       | Vlag van België                  | DM      | Lommel SK            |                    |       |
| Ahmed Mostafa        | Vlag van Egypte                  | M       | Ismaily SC           |                    |       |
| Reuben Yem           | Vlag van Nigeria                 | V       | AS Trenčín           |                    |       |
| Jan Van den Bergh    | Vlag van België                  | V       | Beerschot VA         |                    |       |
| Nana Asare           | Vlag van Ghana · Vlag van België | V       | -                    | Contract verbroken |       |

## Jupiler Pro League

### Reguliere competitie

#### Wedstrijden
| Jupiler Pro League                                                                                     |                                                                       |                                                       | | |                                                                |
| Wedstrijddetails                                                                                       | Thuisploeg                                                            | Uitslag                                               | Uitploeg | Opstelling | Kaarten                                                        |
| Heenronde                                                                                              |                                                                       |                                                       | | |                                                                |
| 9 augustus 2020 13:30 Stayen Sint-Truiden Ref.: Jan Boterberg Toeschouwers: 0                          | STVV                                                                  | 2 – 1                                                 | KAA Gent | Kaminski Castro-Montes, Plastoen (63' Arslanagić), Ngadeu-Ngadjui, Mohammadi Odjidja-Ofoe , Owusu, Kums, Bezoes (63' Niangbo) Depoitre (81' Mbayo), Jaremtsjoek                               | 30' Bezoes 67' Owusu                                           |
| 9 augustus 2020 13:30 Stayen Sint-Truiden Ref.: Jan Boterberg Toeschouwers: 0                          | Suzuki 2' Colidio 60'                                                 | 1 – 0 1 – 1 2 – 1                                     | 43' Plastoen | Kaminski Castro-Montes, Plastoen (63' Arslanagić), Ngadeu-Ngadjui, Mohammadi Odjidja-Ofoe , Owusu, Kums, Bezoes (63' Niangbo) Depoitre (81' Mbayo), Jaremtsjoek                               | 30' Bezoes 67' Owusu                                           |
| 15 augustus 2020 19:00 Ghelamco Arena Gent Ref.: Nicolas Laforge Toeschouwers: 0                       | KAA Gent                                                              | 1 – 2                                                 | KV Kortrijk | Roef Castro-Montes, Plastoen, Ngadeu-Ngadjui, Mohammadi Dorsch (54' Bezoes), Owusu (46' Depoitre), Kums, Odjidja-Ofoe Niangbo (59' Kleindienst), Jaremtsjoek                                  |                                                                |
| 15 augustus 2020 19:00 Ghelamco Arena Gent Ref.: Nicolas Laforge Toeschouwers: 0                       | Plastoen 59'                                                          | 0 – 1 1 – 1 1 – 2                                     | 22' Moffi 83' Van der Bruggen                                                                                               | Roef Castro-Montes, Plastoen, Ngadeu-Ngadjui, Mohammadi Dorsch (54' Bezoes), Owusu (46' Depoitre), Kums, Odjidja-Ofoe Niangbo (59' Kleindienst), Jaremtsjoek                                  |                                                                |
| 22 augustus 2020 20:45 Bosuilstadion Antwerpen Ref.: Jonathan Lardot Toeschouwers: 0                   | Antwerp                                                               | 1 – 0                                                 | KAA Gent | Roef Castro-Montes, Plastoen, Ngadeu-Ngadjui, Botaka Dorsch (84' Dejaegere), Owusu, Kums , Bezoes (78' Niangbo) Kleindienst, Jaremtsjoek (74' Depoitre)                                       | 53' Kums                                                       |
| 22 augustus 2020 20:45 Bosuilstadion Antwerpen Ref.: Jonathan Lardot Toeschouwers: 0                   | Mbokani 17'                                                           | 1 – 0                                                 | | Roef Castro-Montes, Plastoen, Ngadeu-Ngadjui, Botaka Dorsch (84' Dejaegere), Owusu, Kums , Bezoes (78' Niangbo) Kleindienst, Jaremtsjoek (74' Depoitre)                                       | 53' Kums                                                       |
| 30 augustus 2020 20:45 Ghelamco Arena Gent Ref.: Lawrence Visser Toeschouwers: 0                       | KAA Gent                                                              | 1 – 0                                                 | KV Mechelen | Roef Castro-Montes, Plastoen, Ngadeu-Ngadjui, Núrio Kums , Tsjakvetadze (73' Bezoes), Owusu Jaremtsjoek (81' Botaka), Kleindienst, Niangbo (87' Dorsch)                                       | 56' Chakvetadze 90+5' Castro-Montes                            |
| 30 augustus 2020 20:45 Ghelamco Arena Gent Ref.: Lawrence Visser Toeschouwers: 0                       | Niangbo 36'                                                           | 1 – 0                                                 | | Roef Castro-Montes, Plastoen, Ngadeu-Ngadjui, Núrio Kums , Tsjakvetadze (73' Bezoes), Owusu Jaremtsjoek (81' Botaka), Kleindienst, Niangbo (87' Dorsch)                                       | 56' Chakvetadze 90+5' Castro-Montes                            |
| 11 september 2020 20:45 Kehrwegstadion Eupen Ref.: Nathan Verboomen Toeschouwers: 1.038                | KAS Eupen                                                             | 2 – 1                                                 | KAA Gent | Roef Castro-Montes, Arslanagić, Ngadeu-Ngadjui, Núrio Owusu, Kums , Dorsch (60' Depoitre) Niangbo (46' Botaka), Kleindienst, Tsjakvetadze (76' Mbayo)                                         | 73' Ngadeu-Ngadjui 75' Kums 76' Botaka 88' Arslanagić          |
| 11 september 2020 20:45 Kehrwegstadion Eupen Ref.: Nathan Verboomen Toeschouwers: 1.038                | Prevljak 35' Cools 53'                                                | 1 – 0 2 – 0 2 – 1                                     | 63' Kums | Roef Castro-Montes, Arslanagić, Ngadeu-Ngadjui, Núrio Owusu, Kums , Dorsch (60' Depoitre) Niangbo (46' Botaka), Kleindienst, Tsjakvetadze (76' Mbayo)                                         | 73' Ngadeu-Ngadjui 75' Kums 76' Botaka 88' Arslanagić          |
| 19 september 2020 18:30 Le Canonnier Moeskroen Ref.: Bert Put Toeschouwers: 900                        | Excel Moeskroen                                                       | 0 – 1                                                 | KAA Gent | Roef Castro-Montes, Plastoen, Arslanagić, Núrio Botaka (68' Bukari), Owusu, Kums (31' Odjidja-Ofoe), Dorsch Jaremtsjoek, Depoitre (77' Kleindienst)                                           |                                                                |
| 19 september 2020 18:30 Le Canonnier Moeskroen Ref.: Bert Put Toeschouwers: 900                        |                                                                       | 0 – 1                                                 | 14' Dorsch | Roef Castro-Montes, Plastoen, Arslanagić, Núrio Botaka (68' Bukari), Owusu, Kums (31' Odjidja-Ofoe), Dorsch Jaremtsjoek, Depoitre (77' Kleindienst)                                           |                                                                |
| 26 september 2020 20:45 Ghelamco Arena Gent Ref.: Jonathan Lardot Toeschouwers: 8.000                  | KAA Gent                                                              | 2 – 3                                                 | OH Leuven | Roef Castro-Montes (84' Botaka), Plastoen, Arslanagić, Mohammadi Bukari, Owusu, Bezoes (52' Depoitre), Dorsch Bukari, Kleindienst, Niangbo (64' Mbayo)                                        | 30' Dorsch 65' Depoitre                                        |
| 26 september 2020 20:45 Ghelamco Arena Gent Ref.: Jonathan Lardot Toeschouwers: 8.000                  | Dorsch 71' (pen.) Kleindienst 74' (pen.)                              | 0 – 1 0 – 2 0 – 3 1 – 3 2 – 3                         | 41' Sowah 44' Maertens 48' Sowah                                                                                            | Roef Castro-Montes (84' Botaka), Plastoen, Arslanagić, Mohammadi Bukari, Owusu, Bezoes (52' Depoitre), Dorsch Bukari, Kleindienst, Niangbo (64' Mbayo)                                        | 30' Dorsch 65' Depoitre                                        |
| 4 oktober 2020 16:00 Ghelamco Arena Gent Ref.: Lothar D'hondt Toeschouwers: 7.995                      | KAA Gent                                                              | 5 – 1                                                 | Beerschot | Bolat Castro-Montes, Plastoen, Ngadeu-Ngadjui, Mohammadi Bukari (74' Samoise), Marreh, Dorsch, Niangbo (62' Tsjakvetadze) Depoitre, Jaremtsjoek (78' Kleindienst)                             | 51' Marreh                                                     |
| 4 oktober 2020 16:00 Ghelamco Arena Gent Ref.: Lothar D'hondt Toeschouwers: 7.995                      | Jaremtsjoek 12' Jaremtsjoek 15' Depoitre 29' Depoitre 61' Samoise 79' | 1 – 0 2 – 0 3 – 0 4 – 0 5 – 0 5 – 1                   | 90+1' Coulibaly | Bolat Castro-Montes, Plastoen, Ngadeu-Ngadjui, Mohammadi Bukari (74' Samoise), Marreh, Dorsch, Niangbo (62' Tsjakvetadze) Depoitre, Jaremtsjoek (78' Kleindienst)                             | 51' Marreh                                                     |
| 17 oktober 2020 16:15 Jan Breydelstadion Brugge Ref.: Nathan Verboomen Toeschouwers: 2.500             | Cercle Brugge                                                         | 5 – 2                                                 | KAA Gent | Bolat Castro-Montes, Plastoen, Hanche-Olsen, Mohammadi Bukari, Marreh (58' Dorsch), Kums , Niangbo (62' Bezoes) Depoitre, Jaremtsjoek                                                         |                                                                |
| 17 oktober 2020 16:15 Jan Breydelstadion Brugge Ref.: Nathan Verboomen Toeschouwers: 2.500             | Kanouté 4' Hotić 31' (pen.) Ugbo 57' Ugbo 78' Marcelin 82'            | 1 – 0 1 – 1 2 – 1 3 – 1 3 – 2 4 – 2 5 – 2             | 14' Hanche-Olsen 63' (pen.) Jaremtsjoek                                                                                     | Bolat Castro-Montes, Plastoen, Hanche-Olsen, Mohammadi Bukari, Marreh (58' Dorsch), Kums , Niangbo (62' Bezoes) Depoitre, Jaremtsjoek                                                         |                                                                |
| 26 oktober 2020 20:45 Ghelamco Arena Gent Ref.: Jan Boterberg Toeschouwers: 0                          | KAA Gent                                                              | 1 – 2                                                 | KRC Genk | Bolat Hanche-Olsen, Ngadeu-Ngadjui, Núrio Castro-Montes, Kums (79' Odjidja-Ofoe), Dorsch, Mohammadi Bezoes (62' Bukari), Jaremtsjoek, Depoitre (18' Kleindienst)                              | 73' Kleindienst                                                |
| 26 oktober 2020 20:45 Ghelamco Arena Gent Ref.: Jan Boterberg Toeschouwers: 0                          | Castro-Montes 24'                                                     | 1 – 0 1 – 1 1 – 2                                     | 40' Bongonda 84' Hrošovský                                                                                                  | Bolat Hanche-Olsen, Ngadeu-Ngadjui, Núrio Castro-Montes, Kums (79' Odjidja-Ofoe), Dorsch, Mohammadi Bezoes (62' Bukari), Jaremtsjoek, Depoitre (18' Kleindienst)                              | 73' Kleindienst                                                |
| 1 november 2020 20:45 Freethielstadion Beveren Ref.: Erik Lambrechts Toeschouwers: 0                   | Waasland-Beveren                                                      | 1 – 4                                                 | KAA Gent | Bolat Castro-Montes, Godeau, Marreh, Mohammadi Owusu, Dorsch (80' Kums), Odjidja-Ofoe (61' Parmentier) Niangbo (73' Kleindienst), Bukari, Jaremtsjoek                                         |                                                                |
| 1 november 2020 20:45 Freethielstadion Beveren Ref.: Erik Lambrechts Toeschouwers: 0                   | Sinani 51'                                                            | 0 – 1 0 – 2 0 – 3 0 – 4 1 – 4                         | 27' Dorsch 29' Jaremtsjoek 37' Jaremtsjoek 44' Jaremtsjoek                                                                  | Bolat Castro-Montes, Godeau, Marreh, Mohammadi Owusu, Dorsch (80' Kums), Odjidja-Ofoe (61' Parmentier) Niangbo (73' Kleindienst), Bukari, Jaremtsjoek                                         |                                                                |
| 8 november 2020 18:15 Ghelamco Arena Gent Ref.: Nicolas Laforge Toeschouwers: 0                        | KAA Gent                                                              | 1 – 1                                                 | Anderlecht | Bolat Hanche-Olsen, Marreh, Godeau, Mohammadi Dorsch, Kums, Odjidja-Ofoe (46' Bezoes) Bukari (88' Samoise), Jaremtsjoek, Niangbo (62' Mbayo)                                                  | 32' Dorsch 61' Jaremtsjoek 75' Mohammadi                       |
| 8 november 2020 18:15 Ghelamco Arena Gent Ref.: Nicolas Laforge Toeschouwers: 0                        | Jaremtsjoek 90'                                                       | 0 – 1 1 – 1                                           | 44' Murillo | Bolat Hanche-Olsen, Marreh, Godeau, Mohammadi Dorsch, Kums, Odjidja-Ofoe (46' Bezoes) Bukari (88' Samoise), Jaremtsjoek, Niangbo (62' Mbayo)                                                  | 32' Dorsch 61' Jaremtsjoek 75' Mohammadi                       |
| 22 november 2020 18:15 Stade du Pays de Charleroi Charleroi Ref.: Nathan Verboomen Toeschouwers: 0     | Charleroi                                                             | 0 – 1                                                 | KAA Gent | Bolat Hanche-Olsen, Ngadeu-Ngadjui, Núrio Botaka, Dorsch, Odjidja-Ofoe (73' Owusu), Kums, Mohammadi Bukari (90+3' Godeau), Bezoes (83' Samoise)                                               | 35' Ngadeu-Ngadjui 61' Núrio                                   |
| 22 november 2020 18:15 Stade du Pays de Charleroi Charleroi Ref.: Nathan Verboomen Toeschouwers: 0     |                                                                       | 0 – 1                                                 | 45' Bukari | Bolat Hanche-Olsen, Ngadeu-Ngadjui, Núrio Botaka, Dorsch, Odjidja-Ofoe (73' Owusu), Kums, Mohammadi Bukari (90+3' Godeau), Bezoes (83' Samoise)                                               | 35' Ngadeu-Ngadjui 61' Núrio                                   |
| 29 november 2020 16:00 Ghelamco Arena Gent Ref.: Alexandre Boucaut Toeschouwers: 0                     | KAA Gent                                                              | 0 – 3                                                 | Zulte Waregem | Bolat Hanche-Olsen, Ngadeu-Ngadjui, Núrio Castro-Montes (78' Botaka), Dorsch, Odjidja-Ofoe , Kums (64' Niangbo), Mohammadi Bukari, Bezoes (46' Owusu)                                         | 25' Ngadeu-Ngadjui                                             |
| 29 november 2020 16:00 Ghelamco Arena Gent Ref.: Alexandre Boucaut Toeschouwers: 0                     |                                                                       | 0 – 1 0 – 2 0 – 3                                     | 27' Govea 37' Chorý 82' Vossen                                                                                              | Bolat Hanche-Olsen, Ngadeu-Ngadjui, Núrio Castro-Montes (78' Botaka), Dorsch, Odjidja-Ofoe , Kums (64' Niangbo), Mohammadi Bukari, Bezoes (46' Owusu)                                         | 25' Ngadeu-Ngadjui                                             |
| 6 december 2020 20:45 Diaz Arena Oostende Ref.: Lothar D'hondt Toeschouwers: 0                         | KV Oostende                                                           | 2 – 1                                                 | KAA Gent | Bolat Hanche-Olsen, Ngadeu-Ngadjui, Núrio Botaka (65' Depoitre), Owusu (82' Bezoes), Odjidja-Ofoe , Kums, Mohammadi Bukari, Jaremtsjoek                                                       | 67' Bukari 89' Núrio 90+5' Bezoes                              |
| 6 december 2020 20:45 Diaz Arena Oostende Ref.: Lothar D'hondt Toeschouwers: 0                         | Gueye 61' Sakala 73' (pen.)                                           | 0 – 1 1 – 1 2 – 1                                     | 6' Bukari | Bolat Hanche-Olsen, Ngadeu-Ngadjui, Núrio Botaka (65' Depoitre), Owusu (82' Bezoes), Odjidja-Ofoe , Kums, Mohammadi Bukari, Jaremtsjoek                                                       | 67' Bukari 89' Núrio 90+5' Bezoes                              |
| 13 december 2020 18:15 Ghelamco Arena Gent Ref.: Lawrence Visser Toeschouwers: 0                       | KAA Gent                                                              | 2 – 1                                                 | Standard Luik | Bolat Hanche-Olsen, Ngadeu-Ngadjui, Núrio Castro-Montes (70' Kleindienst), Dorsch, Odjidja-Ofoe , Kums, Mohammadi (90+1' Godeau) Bukari, Jaremtsjoek                                          |                                                                |
| 13 december 2020 18:15 Ghelamco Arena Gent Ref.: Lawrence Visser Toeschouwers: 0                       | Núrio 27' Jaremtsjoek 85'                                             | 0 – 1 1 – 1 2 – 1                                     | 2' (e.d.) Ngadeu-Ngadjui | Bolat Hanche-Olsen, Ngadeu-Ngadjui, Núrio Castro-Montes (70' Kleindienst), Dorsch, Odjidja-Ofoe , Kums, Mohammadi (90+1' Godeau) Bukari, Jaremtsjoek                                          |                                                                |
| 20 december 2020 13:30 Jan Breydelstadion Brugge Ref.: Erik Lambrechts Toeschouwers: 0                 | Club Brugge                                                           | 0 – 1                                                 | KAA Gent | Bolat Hanche-Olsen, Ngadeu-Ngadjui, Núrio Castro-Montes (90' Plastoen), Dorsch, Odjidja-Ofoe (20' Bezoes), Kums, Mohammadi Bukari (78' Kleindienst), Jaremtsjoek                              | 26' Mohammadi 64' Dorsch 90+2' Kleindienst                     |
| 20 december 2020 13:30 Jan Breydelstadion Brugge Ref.: Erik Lambrechts Toeschouwers: 0                 |                                                                       | 0 – 1                                                 | 68' (e.d.) Ricca | Bolat Hanche-Olsen, Ngadeu-Ngadjui, Núrio Castro-Montes (90' Plastoen), Dorsch, Odjidja-Ofoe (20' Bezoes), Kums, Mohammadi Bukari (78' Kleindienst), Jaremtsjoek                              | 26' Mohammadi 64' Dorsch 90+2' Kleindienst                     |
| Terugronde                                                                                             |                                                                       |                                                       | | |                                                                |
| 16 december 2020 21:00 Ghelamco Arena Gent Ref.: Bert Put Toeschouwers: 0                              | KAA Gent                                                              | 3 – 0                                                 | Waasland-Beveren | Bolat Hanche-Olsen (78' Arslanagić), Ngadeu-Ngadjui, Núrio Castro-Montes, Dorsch, Odjidja-Ofoe (89' Kleindienst), Kums (83' Owusu), Mohammadi Bukari, Jaremtsjoek                             | 61' Hanche-Olsen                                               |
| 16 december 2020 21:00 Ghelamco Arena Gent Ref.: Bert Put Toeschouwers: 0                              | Castro-Montes 25' Jaremtsjoek 52' Bukari 90+1'                        | 1 – 0 2 – 0 3 – 0                                     | | Bolat Hanche-Olsen (78' Arslanagić), Ngadeu-Ngadjui, Núrio Castro-Montes, Dorsch, Odjidja-Ofoe (89' Kleindienst), Kums (83' Owusu), Mohammadi Bukari, Jaremtsjoek                             | 61' Hanche-Olsen                                               |
| 26 december 2020 18:30 Guldensporenstadion Kortrijk Ref.: Wim Smet Toeschouwers: 0                     | KV Kortrijk                                                           | 1 – 0                                                 | KAA Gent | Bolat Hanche-Olsen, Ngadeu-Ngadjui, Núrio Castro-Montes, Dorsch (82' Kleindienst), Owusu (64' Depoitre), Mohammadi (82' Marreh) Bukari, Jaremtsjoek, Bezoes                                   | 22' Jaremtsjoek                                                |
| 26 december 2020 18:30 Guldensporenstadion Kortrijk Ref.: Wim Smet Toeschouwers: 0                     | Selemani 49'                                                          | 1 – 0                                                 | | Bolat Hanche-Olsen, Ngadeu-Ngadjui, Núrio Castro-Montes, Dorsch (82' Kleindienst), Owusu (64' Depoitre), Mohammadi (82' Marreh) Bukari, Jaremtsjoek, Bezoes                                   | 22' Jaremtsjoek                                                |
| 17 januari 2021 13:30 Ghelamco Arena Gent Ref.: Nathan Verboomen Toeschouwers: 0                       | KAA Gent                                                              | 0 – 1                                                 | Antwerp | Bolat Hanche-Olsen, Ngadeu-Ngadjui, Núrio Castro-Montes (76' Mohammadi), Marreh (83' Kleindienst), Kums , Dorsch (82' Owusu), Bukari Jaremtsjoek, Depoitre                                    | 71' Bukari                                                     |
| 17 januari 2021 13:30 Ghelamco Arena Gent Ref.: Nathan Verboomen Toeschouwers: 0                       |                                                                       | 0 – 1                                                 | 75' Hongla | Bolat Hanche-Olsen, Ngadeu-Ngadjui, Núrio Castro-Montes (76' Mohammadi), Marreh (83' Kleindienst), Kums , Dorsch (82' Owusu), Bukari Jaremtsjoek, Depoitre                                    | 71' Bukari                                                     |
| 24 januari 2021 20:45 King Power at Den Dreef Stadion Heverlee Ref.: Wesley Alen Toeschouwers: 0       | OH Leuven                                                             | 0 – 3                                                 | KAA Gent | Bolat Hanche-Olsen, Ngadeu-Ngadjui (76' Arslanagić), Núrio Castro-Montes, Marreh, Kums (83' Malede), Dorsch (83' Owusu), Mohammadi Bukari (68' Niangbo), Jaremtsjoek (76' Depoitre)           | 45' Kums 46' Bukari                                            |
| 24 januari 2021 20:45 King Power at Den Dreef Stadion Heverlee Ref.: Wesley Alen Toeschouwers: 0       |                                                                       | 0 – 1 0 – 2 0 – 3                                     | 6' Mohammadi 49' Kums 54' Bukari                                                                                            | Bolat Hanche-Olsen, Ngadeu-Ngadjui (76' Arslanagić), Núrio Castro-Montes, Marreh, Kums (83' Malede), Dorsch (83' Owusu), Mohammadi Bukari (68' Niangbo), Jaremtsjoek (76' Depoitre)           | 45' Kums 46' Bukari                                            |
| 27 januari 2021 21:00 Ghelamco Arena Gent Ref.: Christof Dierick Toeschouwers: 0                       | KAA Gent                                                              | 1 – 1                                                 | STVV | Bolat Hanche-Olsen, Plastoen (61' Niangbo), Núrio Castro-Montes, Marreh, Kums , Dorsch, Mohammadi (46' Depoitre) Bukari (66' Malede), Jaremtsjoek                                             | 78' Castro-Montes                                              |
| 27 januari 2021 21:00 Ghelamco Arena Gent Ref.: Christof Dierick Toeschouwers: 0                       | Schmidt 90+5' (e.d.)                                                  | 0 – 1 1 – 1                                           | 23' Colidio | Bolat Hanche-Olsen, Plastoen (61' Niangbo), Núrio Castro-Montes, Marreh, Kums , Dorsch, Mohammadi (46' Depoitre) Bukari (66' Malede), Jaremtsjoek                                             | 78' Castro-Montes                                              |
| 31 januari 2021 18:15 Lotto Park Anderlecht Ref.: Erik Lambrechts Toeschouwers: 0                      | Anderlecht                                                            | 0 – 0                                                 | KAA Gent | Bolat Hanche-Olsen, Arslanagić, Núrio Castro-Montes, Kums , Dorsch, Niangbo (85' Melda), Mohammadi Bukari (75' Bezoes), Depoitre                                                              | 60' Arslanagić                                                 |
| 31 januari 2021 18:15 Lotto Park Anderlecht Ref.: Erik Lambrechts Toeschouwers: 0                      |                                                                       |                                                       | | Bolat Hanche-Olsen, Arslanagić, Núrio Castro-Montes, Kums , Dorsch, Niangbo (85' Melda), Mohammadi Bukari (75' Bezoes), Depoitre                                                              | 60' Arslanagić                                                 |
| 7 februari 2021 20:45 Ghelamco Arena Gent Ref.: Nicolas Laforge Toeschouwers: 0                        | KAA Gent                                                              | 2 – 2                                                 | KAS Eupen | Bolat Hanche-Olsen, Arslanagić, Godeau Castro-Montes (83' Bukari), Kums , Bezoes (83' Samoise), Dorsch, Núrio (83' Mohammadi) Jaremtsjoek, Tissoudali                                         | 40' Arslanagić 63' Hanche-Olsen 90+1' Dorsch 90+5' Jaremtsjoek |
| 7 februari 2021 20:45 Ghelamco Arena Gent Ref.: Nicolas Laforge Toeschouwers: 0                        | Tissoudali 27' Tissoudali 30'                                         | 0 – 1 1 – 1 2 – 1 2 – 2                               | 7' Prevljak 64' (pen.) Prevljak                                                                                             | Bolat Hanche-Olsen, Arslanagić, Godeau Castro-Montes (83' Bukari), Kums , Bezoes (83' Samoise), Dorsch, Núrio (83' Mohammadi) Jaremtsjoek, Tissoudali                                         | 40' Arslanagić 63' Hanche-Olsen 90+1' Dorsch 90+5' Jaremtsjoek |
| 21 januari 2021 21:00 Luminus Arena Genk Ref.: Nicolas Laforge Toeschouwers: 0                         | KRC Genk                                                              | 1 – 1                                                 | KAA Gent | Bolat Hanche-Olsen, Ngadeu-Ngadjui (58' Depoitre), Núrio Castro-Montes (70' Niangbo), Marreh, Kums (74' Owusu), Dorsch (74' Arslanagić), Mohammadi Bukari, Jaremtsjoek                        | 45+5' Ngadeu-Ngadjui 60' Dorsch 83' Depoitre 83' Marreh        |
| 21 januari 2021 21:00 Luminus Arena Genk Ref.: Nicolas Laforge Toeschouwers: 0                         | Onuachu 7'                                                            | 1 – 0 1 – 1                                           | 45+3' Jaremtsjoek | Bolat Hanche-Olsen, Ngadeu-Ngadjui (58' Depoitre), Núrio Castro-Montes (70' Niangbo), Marreh, Kums (74' Owusu), Dorsch (74' Arslanagić), Mohammadi Bukari, Jaremtsjoek                        | 45+5' Ngadeu-Ngadjui 60' Dorsch 83' Depoitre 83' Marreh        |
| 15 februari 2021 20:45 Ghelamco Arena Gent Ref.: Kevin Van Damme Toeschouwers: 0                       | KAA Gent                                                              | 4 – 0                                                 | Excel Moeskroen | Bolat Hanche-Olsen, Arslanagić, Godeau Castro-Montes (81' Bukari), Kums (89' Samoise), Bezoes (66' Odjidja-Ofoe), Owusu, Mohammadi (81' Núrio) Jaremtsjoek, Niangbo (66' Tissoudali)          | 89' Owusu                                                      |
| 15 februari 2021 20:45 Ghelamco Arena Gent Ref.: Kevin Van Damme Toeschouwers: 0                       | Jaremtsjoek 28' Tissoudali 70' Jaremtsjoek 85' Jaremtsjoek 90+1'      | 1 – 0 2 – 0 3 – 0 4 – 0                               | | Bolat Hanche-Olsen, Arslanagić, Godeau Castro-Montes (81' Bukari), Kums (89' Samoise), Bezoes (66' Odjidja-Ofoe), Owusu, Mohammadi (81' Núrio) Jaremtsjoek, Niangbo (66' Tissoudali)          | 89' Owusu                                                      |
| 19 februari 2021 20:45 AFAS-stadion Achter de Kazerne Mechelen Ref.: Alexandre Boucaut Toeschouwers: 0 | KV Mechelen                                                           | 1 – 1                                                 | KAA Gent | Bolat Hanche-Olsen, Arslanagić, Godeau Castro-Montes, Kums , Tissoudali, Dorsch, Núrio (80' Mohammadi) Jaremtsjoek, Niangbo (63' Odjidja-Ofoe)                                                | 81' Castro-Montes                                              |
| 19 februari 2021 20:45 AFAS-stadion Achter de Kazerne Mechelen Ref.: Alexandre Boucaut Toeschouwers: 0 | Storm 16'                                                             | 0 – 1 1 – 1                                           | 10' Jaremtsjoek | Bolat Hanche-Olsen, Arslanagić, Godeau Castro-Montes, Kums , Tissoudali, Dorsch, Núrio (80' Mohammadi) Jaremtsjoek, Niangbo (63' Odjidja-Ofoe)                                                | 81' Castro-Montes                                              |
| 15 maart 2021(1) 20:45 Ghelamco Arena Gent Ref.: Bram Van Driessche Toeschouwers: 0                    | KAA Gent                                                              | 0 – 4                                                 | Club Brugge | Bolat Hanche-Olsen, Arslanagić, Núrio (82' Bukari) Castro-Montes (69' Tissoudali), Owusu (60' Dorsch), Bezoes (69' Odjidja-Ofoe), Kums , Mohammadi Jaremtsjoek, Depoitre (82' Godeau)         |                                                                |
| 15 maart 2021(1) 20:45 Ghelamco Arena Gent Ref.: Bram Van Driessche Toeschouwers: 0                    |                                                                       | 0 – 1 0 – 2 0 – 3 0 – 4                               | 52' Dost 64' De Ketelaere 67' Dost 80' Pérez                                                                                | Bolat Hanche-Olsen, Arslanagić, Núrio (82' Bukari) Castro-Montes (69' Tissoudali), Owusu (60' Dorsch), Bezoes (69' Odjidja-Ofoe), Kums , Mohammadi Jaremtsjoek, Depoitre (82' Godeau)         |                                                                |
| 8 maart 2021 20:45 Ghelamco Arena Gent Ref.: Wim Smet Toeschouwers: 0                                  | KAA Gent                                                              | 1 – 0                                                 | KV Oostende | Bolat Hanche-Olsen, Arslanagić, Núrio, Castro-Montes (90+2' Plastoen) Owusu (80' Depoitre), Bezoes (67' Dorsch), Kums , Mohammadi Jaremtsjoek (90+2' Bukari), Tissoudali                      | 52' Bezoes                                                     |
| 8 maart 2021 20:45 Ghelamco Arena Gent Ref.: Wim Smet Toeschouwers: 0                                  | Jaremtsjoek 41'                                                       | 1 – 0                                                 | | Bolat Hanche-Olsen, Arslanagić, Núrio, Castro-Montes (90+2' Plastoen) Owusu (80' Depoitre), Bezoes (67' Dorsch), Kums , Mohammadi Jaremtsjoek (90+2' Bukari), Tissoudali                      | 52' Bezoes                                                     |
| 10 januari 2021 16:00 Olympisch Stadion Antwerpen Ref.: Lawrence Visser Toeschouwers: 0                | Beerschot                                                             | 1 – 1                                                 | KAA Gent | Bolat Hanche-Olsen, Ngadeu-Ngadjui, Núrio Castro-Montes (80' Kleindienst), Marreh, Kums , Dorsch (90+2' Niangbo), Mohammadi Bukari, Depoitre                                                  | 8' Bolat 87' Marreh                                            |
| 10 januari 2021 16:00 Olympisch Stadion Antwerpen Ref.: Lawrence Visser Toeschouwers: 0                | Coulibaly 23'                                                         | 1 – 0 1 – 1                                           | 42' (pen.) Kums | Bolat Hanche-Olsen, Ngadeu-Ngadjui, Núrio Castro-Montes (80' Kleindienst), Marreh, Kums , Dorsch (90+2' Niangbo), Mohammadi Bukari, Depoitre                                                  | 8' Bolat 87' Marreh                                            |
| 21 maart 2021 20:45 Ghelamco Arena Gent Ref.: Jonathan Lardot Toeschouwers: 0                          | KAA Gent                                                              | 1 – 0                                                 | Cercle Brugge | Bolat Hanche-Olsen (46' Ngadeu-Ngadjui), Arslanagić (53' Godeau), Núrio Castro-Montes, Owusu, Bezoes (46' Odjidja-Ofoe), Kums , Mohammadi (46' Tissoudali) Jaremtsjoek (86' Marreh), Depoitre | 67' Jaremtsjoek 85' Kums                                       |
| 21 maart 2021 20:45 Ghelamco Arena Gent Ref.: Jonathan Lardot Toeschouwers: 0                          | Castro-Montes 82'                                                     | 1 – 0                                                 | | Bolat Hanche-Olsen (46' Ngadeu-Ngadjui), Arslanagić (53' Godeau), Núrio Castro-Montes, Owusu, Bezoes (46' Odjidja-Ofoe), Kums , Mohammadi (46' Tissoudali) Jaremtsjoek (86' Marreh), Depoitre | 67' Jaremtsjoek 85' Kums                                       |
| 4 april 2021 18:15 Maurice Dufrasnestadion Luik Ref.: Nicolas Laforge Toeschouwers: 0                  | Standard Luik                                                         | 2 – 1                                                 | KAA Gent | Bolat Hanche-Olsen (84' Tissoudali), Arslanagić, Ngadeu-Ngadjui Castro-Montes (78' Bukari), Owusu, Odjidja-Ofoe (78' Bezoes), Kums, Núrio Jaremtsjoek, Depoitre                               | 45+1' Castro-Montes 60' Ngadeu-Ngadjui 76' Kums 79' Núrio      |
| 4 april 2021 18:15 Maurice Dufrasnestadion Luik Ref.: Nicolas Laforge Toeschouwers: 0                  | Muleka 66' Balikwisha 77'                                             | 0 – 1 1 – 1 2 – 1                                     | 43' Castro-Montes | Bolat Hanche-Olsen (84' Tissoudali), Arslanagić, Ngadeu-Ngadjui Castro-Montes (78' Bukari), Owusu, Odjidja-Ofoe (78' Bezoes), Kums, Núrio Jaremtsjoek, Depoitre                               | 45+1' Castro-Montes 60' Ngadeu-Ngadjui 76' Kums 79' Núrio      |
| 10 april 2021 20:45 Ghelamco Arena Gent Ref.: Nathan Verboomen Toeschouwers: 0                         | KAA Gent                                                              | 4 – 0                                                 | Charleroi | Bolat Hanche-Olsen, Godeau, Arslanagić, Núrio (45+1' Mohammadi) Castro-Montes, Owusu, Bezoes (79' Dorsch), Odjidja-Ofoe (83' De Bruyn) Jaremtsjoek (79' Melda), Tissoudali (79' Depoitre)     | 61' Godeau 79' Jaremtsjoek 88' Dorsch                          |
| 10 april 2021 20:45 Ghelamco Arena Gent Ref.: Nathan Verboomen Toeschouwers: 0                         | Bezoes 4' Bezoes 8' (pen.) Tissoudali 64' De Bruyn 86'                | 1 – 0 2 – 0 3 – 0 4 – 0                               | | Bolat Hanche-Olsen, Godeau, Arslanagić, Núrio (45+1' Mohammadi) Castro-Montes, Owusu, Bezoes (79' Dorsch), Odjidja-Ofoe (83' De Bruyn) Jaremtsjoek (79' Melda), Tissoudali (79' Depoitre)     | 61' Godeau 79' Jaremtsjoek 88' Dorsch                          |
| 18 april 2021 18:00 Regenboogstadion Waregem Ref.: Lawrence Visser Toeschouwers: 0                     | Zulte Waregem                                                         | 2 – 7                                                 | KAA Gent | Bolat Hanche-Olsen, Ngadeu-Ngadjui, Godeau Castro-Montes (69' De Bruyn), Owusu, Bezoes (60' Dorsch), Odjidja-Ofoe (69' Kums), Mohammadi Jaremtsjoek, Tissoudali (69' Melda)                   | 57' Bezoes                                                     |
| 18 april 2021 18:00 Regenboogstadion Waregem Ref.: Lawrence Visser Toeschouwers: 0                     | Bruno 80' Pletinckx 86'                                               | 0 – 1 0 – 2 0 – 3 0 – 4 0 – 5 0 – 6 1 – 6 1 – 7 2 – 7 | 14' Castro-Montes 29' Jaremtsjoek 40' Castro-Montes 48' Ngadeu-Ngadjui 63' (pen.) Odjidja-Ofoe 75' De Bruyn 84' Jaremtsjoek | Bolat Hanche-Olsen, Ngadeu-Ngadjui, Godeau Castro-Montes (69' De Bruyn), Owusu, Bezoes (60' Dorsch), Odjidja-Ofoe (69' Kums), Mohammadi Jaremtsjoek, Tissoudali (69' Melda)                   | 57' Bezoes                                                     |

(1): Deze wedstrijd stond oorspronkelijk gepland op 28 februari, maar werd uitgesteld omwille van te veel positieve coronatesten bij Club Brugge.

#### Overzicht
| Speeldag  | 1  | 2  | 3  | 4  | 5  | 6  | 7  | 8  | 9  | 10 | 11 | 12 | 13 | 14 | 15 | 16 | 17 | 18 | 19 | 20 | 21 | 22 | 23 | 24 | 25 | 26 | 27 | 28 | 29 | 30 | 31 | 32 | 33 | 34 |
| --------- | -- | -- | -- | -- | -- | -- | -- | -- | -- | -- | -- | -- | -- | -- | -- | -- | -- | -- | -- | -- | -- | -- | -- | -- | -- | -- | -- | -- | -- | -- | -- | -- | -- | -- |
| Resultaat | v  | v  | v  | w  | v  | w  | v  | w  | v  | v  | w  | g  | w  | v  | v  | w  | w  | w  | v  | v  | w  | g  | g  | g  | g  | w  | g  | v  | w  | g  | w  | v  | w  | w  |
| Punten    | 0  | 0  | 0  | 3  | 3  | 6  | 6  | 9  | 9  | 9  | 12 | 13 | 16 | 16 | 16 | 19 | 25 | 22 | 25 | 26 | 30 | 31 | 32 | 33 | 27 | 36 | 37 | 40 | 40 | 26 | 43 | 43 | 46 | 49 |
| Positie   | 15 | 16 | 18 | 14 | 16 | 13 | 15 | 12 | 13 | 13 | 12 | 12 | 10 | 12 | 13 | 12 | 8  | 10 | 9  | 13 | 10 | 11 | 12 | 12 | 13 | 12 | 12 | 11 | 10 | 12 | 9  | 10 | 9  | 7  |

#### Klassement
| Pos | Team               | Wed | W  | G  | V  | Ptn | DV | DT | +/− |      |
| --- | ------------------ | --- | -- | -- | -- | --- | -- | -- | --- | ---- |
| 1   | Club Brugge        | 34  | 24 | 4  | 6  | 76  | 73 | 26 | +47 | PO 1 |
| 2   | Antwerp FC         | 34  | 18 | 6  | 10 | 60  | 57 | 48 | +9  | PO 1 |
| 3   | RSC Anderlecht     | 34  | 15 | 13 | 6  | 58  | 51 | 34 | +17 | PO 1 |
| 4   | KRC Genk           | 34  | 16 | 8  | 10 | 56  | 67 | 48 | +19 | PO 1 |
| 5   | KV Oostende        | 34  | 15 | 8  | 11 | 53  | 49 | 41 | +8  | PO 2 |
| 6   | Standard Luik      | 34  | 13 | 11 | 10 | 50  | 52 | 41 | +11 | PO 2 |
| 7   | KAA Gent           | 34  | 14 | 7  | 13 | 49  | 55 | 42 | +13 | PO 2 |
| 8   | KV Mechelen        | 34  | 13 | 9  | 12 | 48  | 54 | 54 | 0   | PO 2 |
| 9   | Beerschot VA       | 34  | 14 | 5  | 15 | 47  | 58 | 64 | −6  |      |
| 10  | SV Zulte Waregem   | 34  | 14 | 4  | 16 | 46  | 53 | 69 | −16 |      |
| 11  | OH Leuven          | 34  | 12 | 9  | 13 | 45  | 54 | 59 | −5  |      |
| 12  | KAS Eupen          | 34  | 10 | 13 | 11 | 43  | 44 | 55 | −11 |      |
| 13  | Sporting Charleroi | 34  | 11 | 9  | 14 | 42  | 46 | 49 | −3  |      |
| 14  | KV Kortrijk        | 34  | 11 | 6  | 17 | 39  | 44 | 57 | −13 |      |
| 15  | STVV               | 34  | 10 | 8  | 16 | 38  | 41 | 52 | −11 |      |
| 16  | Cercle Brugge      | 34  | 11 | 3  | 20 | 36  | 40 | 51 | −11 |      |
| 17  | Waasland-Beveren   | 34  | 8  | 7  | 19 | 31  | 44 | 70 | −26 |      |
| 18  | Excel Moeskroen    | 34  | 7  | 10 | 17 | 31  | 32 | 54 | −22 |      |

PO 1: Champions play-off, PO 2: Europa League play-off, : Testwedstrijden voor degradatie tegen tweede uit eerste klasse B, : Degradeert na dit seizoen naar eerste klasse B

### Europe play-off

#### Wedstrijden
| Europe play offs                                                                                   |                                  |                         |                                                                    | |                                                                           |
| Wedstrijddetails                                                                                   | Thuisploeg                       | Uitslag                 | Uitploeg                                                           | Opstelling | Kaarten                                                                   |
| Heenronde                                                                                          |                                  |                         |                                                                    | |                                                                           |
| 2 mei 2021 16:00 Ghelamco Arena Gent Ref.: Nathan Verboomen Toeschouwers: 0                        | KAA Gent                         | 2 – 2                   | KV Mechelen                                                        | Bolat Hanche-Olsen, Ngadeu-Ngadjui, Godeau Castro-Montes (87' De Bruyn), Owusu, Bezoes (73' Kums), Odjidja-Ofoe (73' Dorsch), Mohammadi Jaremtsjoek, Tissoudali (72' Melda)                    | 7' Owusu                                                                  |
| 2 mei 2021 16:00 Ghelamco Arena Gent Ref.: Nathan Verboomen Toeschouwers: 0                        | Jaremtsjoek 46' Odjidja-Ofoe 49' | 0 – 1 0 – 2 1 – 2 2 – 2 | 29' Storm 32' Druijf                                               | Bolat Hanche-Olsen, Ngadeu-Ngadjui, Godeau Castro-Montes (87' De Bruyn), Owusu, Bezoes (73' Kums), Odjidja-Ofoe (73' Dorsch), Mohammadi Jaremtsjoek, Tissoudali (72' Melda)                    | 7' Owusu                                                                  |
| 8 mei 2021 18:30 Maurice Dufrasnestadion Luik Ref.: Jan Boterberg Toeschouwers: 0                  | Standard Luik                    | 2 – 1                   | KAA Gent                                                           | Bolat Hanche-Olsen, Ngadeu-Ngadjui, Godeau Castro-Montes, Owusu (82' Dorsch), Bezoes (65' Kums), Odjidja-Ofoe (82' Depoitre), Mohammadi Jaremtsjoek, Tissoudali (65' Melda)                    | 45+1' Odjidja-Ofoe 89' Dorsch                                             |
| 8 mei 2021 18:30 Maurice Dufrasnestadion Luik Ref.: Jan Boterberg Toeschouwers: 0                  | Amallah 61' Balikwisha 77'       | 0 – 1 1 – 1 2 – 1       | 8' Bezoes                                                          | Bolat Hanche-Olsen, Ngadeu-Ngadjui, Godeau Castro-Montes, Owusu (82' Dorsch), Bezoes (65' Kums), Odjidja-Ofoe (82' Depoitre), Mohammadi Jaremtsjoek, Tissoudali (65' Melda)                    | 45+1' Odjidja-Ofoe 89' Dorsch                                             |
| 13 mei 2021 13:30 Ghelamco Arena Gent Ref.: Nicolas Laforge Toeschouwers: 0                        | KAA Gent                         | 2 – 1                   | KV Oostende                                                        | Bolat Hanche-Olsen, Ngadeu-Ngadjui, Godeau Castro-Montes (83' Plastoen), Kums, Bezoes, Odjidja-Ofoe (74' Dorsch), Samoise (74' Mohammadi) Jaremtsjoek, Melda (83' Bukari)                      | 25' Ngadeu-Ngadjui 90+2' Jaremtsjoek                                      |
| 13 mei 2021 13:30 Ghelamco Arena Gent Ref.: Nicolas Laforge Toeschouwers: 0                        | Jaremtsjoek 14' Godeau 59'       | 1 – 0 2 – 0 2 – 1       | 62' Hjulsager                                                      | Bolat Hanche-Olsen, Ngadeu-Ngadjui, Godeau Castro-Montes (83' Plastoen), Kums, Bezoes, Odjidja-Ofoe (74' Dorsch), Samoise (74' Mohammadi) Jaremtsjoek, Melda (83' Bukari)                      | 25' Ngadeu-Ngadjui 90+2' Jaremtsjoek                                      |
| Terugronde                                                                                         |                                  |                         |                                                                    | |                                                                           |
| 16 mei 2021 13:30 Diaz Arena Oostende Ref.: Erik Lambrechts Toeschouwers: 0                        | KV Oostende                      | 0 – 4                   | KAA Gent                                                           | Bolat Hanche-Olsen, Ngadeu-Ngadjui, Godeau Castro-Montes (78' George), Kums (65' Dorsch), Bezoes (73' De Bruyn), Odjidja-Ofoe (73' Marreh), Samoise Jaremtsjoek, Melda (65' Tissoudali)        | 89' Hanche-Olsen                                                          |
| 16 mei 2021 13:30 Diaz Arena Oostende Ref.: Erik Lambrechts Toeschouwers: 0                        |                                  | 0 – 1 0 – 2 0 – 3 0 – 4 | 20' Bezoes 43' Castro-Montes 58' (e.d.) Vandendriessche 66' Bezoes | Bolat Hanche-Olsen, Ngadeu-Ngadjui, Godeau Castro-Montes (78' George), Kums (65' Dorsch), Bezoes (73' De Bruyn), Odjidja-Ofoe (73' Marreh), Samoise Jaremtsjoek, Melda (65' Tissoudali)        | 89' Hanche-Olsen                                                          |
| 19 mei 2021 21:00 Ghelamco Arena Gent Ref.: Alexandre Boucaut Toeschouwers: 0                      | KAA Gent                         | 2 – 0                   | Standard Luik                                                      | Bolat Hanche-Olsen, Ngadeu-Ngadjui, Godeau Castro-Montes (73' Plastoen), Kums (90+2' Adewale), Bezoes (90+2' De Bruyn), Odjidja-Ofoe (72' Marreh), Samoise Jaremtsjoek, Melda (80' Tissoudali) | 41' Ngadeu-Ngadjui 66' Castro-Montes                                      |
| 19 mei 2021 21:00 Ghelamco Arena Gent Ref.: Alexandre Boucaut Toeschouwers: 0                      | Melda 7' Jaremtsjoek 90+4'       | 1 – 0 2 – 0             |                                                                    | Bolat Hanche-Olsen, Ngadeu-Ngadjui, Godeau Castro-Montes (73' Plastoen), Kums (90+2' Adewale), Bezoes (90+2' De Bruyn), Odjidja-Ofoe (72' Marreh), Samoise Jaremtsjoek, Melda (80' Tissoudali) | 41' Ngadeu-Ngadjui 66' Castro-Montes                                      |
| 22 mei 2021 20:00 AFAS-stadion Achter de Kazerne Mechelen Ref.: Bram Van Driessche Toeschouwers: 0 | KV Mechelen                      | 1 – 2                   | KAA Gent                                                           | Bolat Hanche-Olsen, Ngadeu-Ngadjui, Godeau Castro-Montes (79' Núrio), Kums, Bezoes, Odjidja-Ofoe (79' Marreh), Samoise (90' Plastoen) Jaremtsjoek (79' Emeka), Melda (65' Tissoudali)          | 51' Bezoes 85' Godeau 90+1' Bolat 90+2' Tissoudali 90+5' Kums 90+5' Emeka |
| 22 mei 2021 20:00 AFAS-stadion Achter de Kazerne Mechelen Ref.: Bram Van Driessche Toeschouwers: 0 | Druijf 72' (pen.)                | 0 – 1 0 – 2 1 – 2       | 57' Bezoes 67' Tissoudali                                          | Bolat Hanche-Olsen, Ngadeu-Ngadjui, Godeau Castro-Montes (79' Núrio), Kums, Bezoes, Odjidja-Ofoe (79' Marreh), Samoise (90' Plastoen) Jaremtsjoek (79' Emeka), Melda (65' Tissoudali)          | 51' Bezoes 85' Godeau 90+1' Bolat 90+2' Tissoudali 90+5' Kums 90+5' Emeka |

#### Overzicht
| Speeldag  | 1  | 2  | 3  | 4  | 5  | 6  |
| --------- | -- | -- | -- | -- | -- | -- |
| Resultaat | g  | v  | w  | w  | w  | w  |
| Punten    | 26 | 26 | 29 | 32 | 35 | 38 |
| Positie   | 2  | 4  | 3  | 2  | 1  | 1  |

#### Klassement
| Pos | Team          | Wed | W | G | V | Ptn | DV | DT | +/− |                                     |
| --- | ------------- | --- | - | - | - | --- | -- | -- | --- | ----------------------------------- |
| 1   | KAA Gent      | 6   | 4 | 1 | 1 | 38  | 13 | 6  | +7  | Voorrondes Europa Conference League |
| 2   | KV Mechelen   | 6   | 3 | 2 | 1 | 35  | 15 | 11 | +4  |                                     |
| 3   | KV Oostende   | 6   | 2 | 1 | 3 | 34  | 15 | 16 | −1  |                                     |
| 4   | Standard Luik | 6   | 1 | 0 | 5 | 28  | 7  | 17 | −10 |                                     |

## Beker van België
| Beker van België                                                                 |                                                                      |                               |                         | |                |
| Wedstrijddetails                                                                 | Thuisploeg                                                           | Uitslag                       | Uitploeg                | Opstelling | Kaarten        |
| 1/16e finale                                                                     |                                                                      |                               |                         | |                |
| 3 februari 2021 18:00 Ghelamco Arena Gent Ref.: Maarten Toeback Toeschouwers: 0  | KAA Gent                                                             | 5 – 0                         | Heur-Tongeren (2e nat.) | Roef Hanche-Olsen (64' Núrio), Arslanagić, Godeau Samoise, Bezoes, Owusu, Dorsch (64' George), Mohammadi Tissoudali (46' Mbayo), Depoitre (32' Niangbo)                |                |
| 3 februari 2021 18:00 Ghelamco Arena Gent Ref.: Maarten Toeback Toeschouwers: 0  | Tissoudali 26' Bezoes 35' Samoise 54' Niangbo 79' Mbayo 90+2' (pen.) | 1 – 0 2 – 0 3 – 0 4 – 0 5 – 0 |                         | Roef Hanche-Olsen (64' Núrio), Arslanagić, Godeau Samoise, Bezoes, Owusu, Dorsch (64' George), Mohammadi Tissoudali (46' Mbayo), Depoitre (32' Niangbo)                |                |
| Achtste finale                                                                   |                                                                      |                               |                         | |                |
| 11 februari 2021 18:00 Ghelamco Arena Gent Ref.: Lawrence Visser Toeschouwers: 0 | KAA Gent                                                             | 3 – 1                         | Charleroi               | Bolat Hanche-Olsen, Arslanagić (44' Godeau), Núrio Castro-Montes, Owusu (73' Odjidja-Ofoe), Bezoes (73' Dorsch), Kums , Mohammadi Jaremtsjoek, Bukari (73' Tissoudali) | 83' Tissoudali |
| 11 februari 2021 18:00 Ghelamco Arena Gent Ref.: Lawrence Visser Toeschouwers: 0 | Jaremtsjoek 74' Odjidja-Ofoe 81' Berahino 85' (e.d.)                 | 0 – 1 1 – 1 2 – 1 3 – 1       | 1' Nicholson            | Bolat Hanche-Olsen, Arslanagić (44' Godeau), Núrio Castro-Montes, Owusu (73' Odjidja-Ofoe), Bezoes (73' Dorsch), Kums , Mohammadi Jaremtsjoek, Bukari (73' Tissoudali) | 83' Tissoudali |
| Kwartfinale                                                                      |                                                                      |                               |                         | |                |
| 3 maart 2021 18:00 Kehrwegstadion Eupen Ref.: Jan Boterberg Toeschouwers: 0      | KAS Eupen                                                            | 1 – 0                         | KAA Gent                | Bolat Hanche-Olsen, Arslanagić (80' Bezoes), Godeau Castro-Montes, Owusu, Kums, Odjidja-Ofoe (87' Bukari), Mohammadi Jaremtsjoek, Tissoudali (80' Niangbo)             |                |
| 3 maart 2021 18:00 Kehrwegstadion Eupen Ref.: Jan Boterberg Toeschouwers: 0      | Heris 48'                                                            | 1 – 0                         |                         | Bolat Hanche-Olsen, Arslanagić (80' Bezoes), Godeau Castro-Montes, Owusu, Kums, Odjidja-Ofoe (87' Bukari), Mohammadi Jaremtsjoek, Tissoudali (80' Niangbo)             |                |

## Europees

### UEFA Champions League

#### Voorrondes
| UEFA Champions League                                                               |                                                       |                   |                          | |                                                  |
| Wedstrijddetails                                                                    | Thuisploeg                                            | Uitslag           | Uitploeg                 | Opstelling | Kaarten                                          |
| Derde voorronde                                                                     |                                                       |                   |                          | |                                                  |
| 15 september 2020 20:30 Ghelamco Arena Gent Ref.: Andreas Ekberg Toeschouwers: 0    | KAA Gent                                              | 2 – 1             | Rapid Wien               | Roef Castro-Montes, Arslanagić, Ngadeu-Ngadjui, Núrio Owusu, Kums , Dorsch (64' Odjidja-Ofoe) Jaremtsjoek (90' Kleindienst), Depoitre, Tsjakvetadze (62' Bezoes) |                                                  |
| 15 september 2020 20:30 Ghelamco Arena Gent Ref.: Andreas Ekberg Toeschouwers: 0    | Dorsch 36' Jaremtsjoek 59' (pen.)                     | 1 – 0 2 – 0 2 – 1 | 90+3' Demir              | Roef Castro-Montes, Arslanagić, Ngadeu-Ngadjui, Núrio Owusu, Kums , Dorsch (64' Odjidja-Ofoe) Jaremtsjoek (90' Kleindienst), Depoitre, Tsjakvetadze (62' Bezoes) |                                                  |
| Play-offronde                                                                       |                                                       |                   |                          | |                                                  |
| 23 september 2020 21:00 Ghelamco Arena Gent Ref.: Ovidiu Haţegan Toeschouwers: 0    | KAA Gent                                              | 1 – 2             | Dynamo Kiev              | Roef Castro-Montes, Plastoen, Ngadeu-Ngadjui, Núrio Dorsch, Owusu, Odjidja-Ofoe (63' Botaka), Bezoes Jaremtsjoek (26' Kleindienst), Depoitre (73' Mohammadi)     | 14' Núrio 51' Bezoes 54' Bezoes 57' Odjidja-Ofoe |
| 23 september 2020 21:00 Ghelamco Arena Gent Ref.: Ovidiu Haţegan Toeschouwers: 0    | Kleindienst 42'                                       | 0 – 1 1 – 1 1 – 2 | 10' Supriaha 80' De Pena | Roef Castro-Montes, Plastoen, Ngadeu-Ngadjui, Núrio Dorsch, Owusu, Odjidja-Ofoe (63' Botaka), Bezoes Jaremtsjoek (26' Kleindienst), Depoitre (73' Mohammadi)     | 14' Núrio 51' Bezoes 54' Bezoes 57' Odjidja-Ofoe |
| 30 september 2020 21:00 NSK Olimpiejsky Kiev Ref.: Szymon Marciniak Toeschouwers: 0 | Dynamo Kiev                                           | 3 – 0 (5 – 1)     | KAA Gent                 | Roef Castro-Montes (66' Botaka), Plastoen, Ngadeu-Ngadjui, Núrio Dorsch, Owusu (55' Marreh), Bukari Depoitre (75' Samoise), Kleindienst, Niangbo                 | 30' Castro-Montes 43' Plastoen 50' Núrio         |
| 30 september 2020 21:00 NSK Olimpiejsky Kiev Ref.: Szymon Marciniak Toeschouwers: 0 | Buyalskyi 10' De Pena 37' (pen.) Rodrigues 50' (pen.) | 1 – 0 2 – 0 3 – 0 |                          | Roef Castro-Montes (66' Botaka), Plastoen, Ngadeu-Ngadjui, Núrio Dorsch, Owusu (55' Marreh), Bukari Depoitre (75' Samoise), Kleindienst, Niangbo                 | 30' Castro-Montes 43' Plastoen 50' Núrio         |

### UEFA Europa League

#### Groepsfase
| UEFA Europa League                                                                             |                                           |                               |                                                                    | |                                                                        |
| Wedstrijddetails                                                                               | Thuisploeg                                | Uitslag                       | Uitploeg                                                           | Opstelling | Kaarten                                                                |
| Heenronde                                                                                      |                                           |                               |                                                                    | |                                                                        |
| 22 oktober 2020 21:00 Stadion u Nisy Liberec Ref.: Manuel Schüttengruber Toeschouwers: 0       | Slovan Liberec                            | 1 – 0                         | KAA Gent                                                           | Roef Castro-Montes, Ngadeu-Ngadjui, Hanche-Olsen, Núrio (88' Plastoen) Botaka (77' Niangbo), Marreh, Kums , Bukari Kleindienst (77' Depoitre), Jaremtsjoek                               | 35' Marreh 69' Jaremtsjoek 90+1' Hanche-Olsen                          |
| 22 oktober 2020 21:00 Stadion u Nisy Liberec Ref.: Manuel Schüttengruber Toeschouwers: 0       | Helal 29'                                 | 1 – 0                         |                                                                    | Roef Castro-Montes, Ngadeu-Ngadjui, Hanche-Olsen, Núrio (88' Plastoen) Botaka (77' Niangbo), Marreh, Kums , Bukari Kleindienst (77' Depoitre), Jaremtsjoek                               | 35' Marreh 69' Jaremtsjoek 90+1' Hanche-Olsen                          |
| 29 oktober 2020 18:55 Ghelamco Arena Gent Ref.: Sandro Schärer Toeschouwers: 0                 | KAA Gent                                  | 1 – 4                         | TSG Hoffenheim                                                     | Roef Ngadeu-Ngadjui, Hanche-Olsen, Núrio Castro-Montes (78' Botaka), Dorsch (78' Marreh), Bezoes (57' Odjidja-Ofoe), Kums (71' Kleindienst), Mohammadi Bukari, Jaremtsjoek (70' Niangbo) | 35' Ngadeu-Ngadjui                                                     |
| 29 oktober 2020 18:55 Ghelamco Arena Gent Ref.: Sandro Schärer Toeschouwers: 0                 | Kleindienst 90+3'                         | 0 – 1 0 – 2 0 – 3 1 – 3 1 – 4 | 36' (pen.) Belfodil 52' Grillitsch 73' Gaćinović 90+4' Baumgartner | Roef Ngadeu-Ngadjui, Hanche-Olsen, Núrio Castro-Montes (78' Botaka), Dorsch (78' Marreh), Bezoes (57' Odjidja-Ofoe), Kums (71' Kleindienst), Mohammadi Bukari, Jaremtsjoek (70' Niangbo) | 35' Ngadeu-Ngadjui                                                     |
| 5 november 2020 21:00 Rode Sterstadion Belgrado Ref.: Michael Fabbri Toeschouwers: 0           | Rode Ster Belgrado                        | 2 – 1                         | KAA Gent                                                           | Coosemans Castro-Montes, Marreh, Hanche-Olsen, Mohammadi Dorsch, Odjidja-Ofoe (82' Kleindienst), Owusu (76' Kums) Bukari, Jaremtsjoek, Botaka (64' Niangbo)                              | 25' Mohammadi 49' Bukari                                               |
| 5 november 2020 21:00 Rode Sterstadion Belgrado Ref.: Michael Fabbri Toeschouwers: 0           | Kanga 12' Katai 59'                       | 1 – 0 1 – 1 2 – 1             | 31' Odjidja-Ofoe                                                   | Coosemans Castro-Montes, Marreh, Hanche-Olsen, Mohammadi Dorsch, Odjidja-Ofoe (82' Kleindienst), Owusu (76' Kums) Bukari, Jaremtsjoek, Botaka (64' Niangbo)                              | 25' Mohammadi 49' Bukari                                               |
| Terugronde                                                                                     |                                           |                               |                                                                    | |                                                                        |
| 26 november 2020 18:55 Ghelamco Arena Gent Ref.: Filip Glova Toeschouwers: 0                   | KAA Gent                                  | 0 – 2                         | Rode Ster Belgrado                                                 | Bolat Ngadeu-Ngadjui, Hanche-Olsen, Núrio Botaka (46' Castro-Montes), Dorsch, Owusu (59' Odjidja-Ofoe), Kums (86' George), Mohammadi Bezoes, Bukari (67' Niangbo)                        |                                                                        |
| 26 november 2020 18:55 Ghelamco Arena Gent Ref.: Filip Glova Toeschouwers: 0                   |                                           | 0 – 1 0 – 2                   | 2' Petrović 58' Milunović                                          | Bolat Ngadeu-Ngadjui, Hanche-Olsen, Núrio Botaka (46' Castro-Montes), Dorsch, Owusu (59' Odjidja-Ofoe), Kums (86' George), Mohammadi Bezoes, Bukari (67' Niangbo)                        |                                                                        |
| 3 december 2020 18:55 Ghelamco Arena Gent Ref.: Kateryna Monzul Toeschouwers: 0                | KAA Gent                                  | 1 – 2                         | Slovan Liberec                                                     | Bolat Hanche-Olsen, Arslanagić, Núrio Castro-Montes (57' Kleindienst), Dorsch, Owusu (63' Bezoes), Kums , Mohammadi Bukari, Jaremtsjoek                                                  | 53' Mohammadi 76' Kums 86' Hanche-Olsen 90+4' Bukari 90+7' Jaremtsjoek |
| 3 december 2020 18:55 Ghelamco Arena Gent Ref.: Kateryna Monzul Toeschouwers: 0                | Jaremtsjoek 60'                           | 0 – 1 0 – 2 1 – 2             | 32' Mara 55' Kacharaba                                             | Bolat Hanche-Olsen, Arslanagić, Núrio Castro-Montes (57' Kleindienst), Dorsch, Owusu (63' Bezoes), Kums , Mohammadi Bukari, Jaremtsjoek                                                  | 53' Mohammadi 76' Kums 86' Hanche-Olsen 90+4' Bukari 90+7' Jaremtsjoek |
| 10 december 2020 21:00 Rhein-Neckar-Arena Sinsheim Ref.: Anastasios Papapetrou Toeschouwers: 0 | TSG Hoffenheim                            | 4 – 1                         | KAA Gent                                                           | Roef Ngadeu-Ngadjui, Arslanagić, Plastoen Castro-Montes (77' Botaka), Dorsch (58' Kums), Bezoes, Owusu (58' Odjidja-Ofoe), Mohammadi (46' Núrio) Bukari (57' Jaremtsjoek), Kleindienst   | 74' Bezoes                                                             |
| 10 december 2020 21:00 Rhein-Neckar-Arena Sinsheim Ref.: Anastasios Papapetrou Toeschouwers: 0 | Beier 21' Skov 29' Beier 49' Kramarić 64' | 1 – 0 2 – 0 3 – 0 4 – 0 4 – 1 | 81' Núrio                                                          | Roef Ngadeu-Ngadjui, Arslanagić, Plastoen Castro-Montes (77' Botaka), Dorsch (58' Kums), Bezoes, Owusu (58' Odjidja-Ofoe), Mohammadi (46' Núrio) Bukari (57' Jaremtsjoek), Kleindienst   | 74' Bezoes                                                             |

#### Klassement Groep L
| Pos | Team               | Wed | W | G | V | Ptn | DV | DT | +/− |                             |
| --- | ------------------ | --- | - | - | - | --- | -- | -- | --- | --------------------------- |
| 1   | TSG Hoffenheim     | 6   | 5 | 1 | 0 | 16  | 17 | 2  | +15 | 1/16e finales Europa League |
| 2   | Rode Ster Belgrado | 6   | 3 | 2 | 1 | 11  | 9  | 4  | +5  | 1/16e finales Europa League |
| 3   | Slovan Liberec     | 6   | 2 | 1 | 3 | 7   | 4  | 13 | −9  |                             |
| 4   | KAA Gent           | 6   | 0 | 0 | 6 | 0   | 4  | 15 | −11 |                             |